# I miei pensieri
«I miei pensieri» —[i mjɛi pen.ˈsjɛ.ri]; en español: «Mis pensamientos»— es una canción compuesta por Giovanni Pelli e interpretada en italiano por Anita Traversi. Se lanzó como sencillo en abril de 1964 mediante Ariola. Fue elegida para representar a Suiza en el Festival de la Canción de Eurovisión de 1964.

## Festival de la Canción de Eurovisión 1964
Esta canción fue la representación suiza en el Festival de Eurovisión 1964. La orquesta fue dirigida por Fernando Paggi.
La canción fue interpretada 14.ª en la noche del 21 de marzo de 1964 por Anita Traversi, precedida por Yugoslavia con Sabahudin Kurt interpretando «Život je sklopio krug» y seguida por Bélgica con Robert Cogoi interpretando «Près de ma rivière». Al final de las votaciones, la canción no había recibido ningún punto; quedó en 13.er puesto de 16 y fue uno de los cuatro países que no estrenaron el marcador ese año.
Al finalizar la actuación de Traversi, un hombre apareció en el escenario con una pancarta en la que se podía leer «Boicot a Franco y Salazar». Mientras esto sucedía, la cámara dirigió su objetivo al tablero de votaciones para evitar que dicha imagen se viera en toda Europa.
Fue sucedida como representación suiza en el Festival de 1965 por Yovanna con «Non, à jamais sans toi».

## Letra
La canción es una balada de amor. En esta, la intérprete le dice a su amante que ha estado esperando el momento de darle sus «mejores pensamientos», y que los ha confiado a una nube que se los llevará. Al final de la canción, dice que «todo el mundo sabrá lo que siento por ti», lo que significa que aún no le ha revelado sus sentimientos a nadie.

## Formatos
| Alemania - Disco de vinilo 7" |                                                     |          |  |
| N.º                           | Título                                              | Duración |  |
| 1.                            | «No no signore»                                     |          |  |
| 2.                            | «Ti amo - Je t'aime - I Love You (I miei pensieri)» |          |  |

| Italia - Disco de vinilo 7" |                   |          |  |
| N.º                         | Título            | Duración |  |
| 1.                          | «I miei pensieri» |          |  |
| 2.                          | «Solo di notte»   |          |  |

## Créditos
- Anita Traversi: voz
- Giovanni Pelli: composición
- Sanzio Chiesa: letra
- Hans Blum und sein Orchester: instrumentación, orquesta
- Ariola Records: compañía discográfica

Fuente:

## Historial de lanzamiento
| Región   | Fecha         | Formato                   | Discográfica        | Ref.   |
| -------- | ------------- | ------------------------- | ------------------- | ------ |
| Alemania | Abril de 1964 | Disco de vinilo 7"        | Ariola Records      | [ 1 ]  |
| Italia   | 1964          | Disco de vinilo 7", promo | La voce del padrone | [ 11 ] |